# Kuk
 Ovo je glavno značenje pojma Kuk. Za druga značenja pogledajte Kuk (razdvojba).
Kuk je zdjelično - butni predio, koji spaja donje udove sa zdjelicom.
Njegova glavna funkcija je podržavanje težine, balans tijela u statičkom položaju (stajanje) i dinamičkom (hodanje ili trčanje), služi za zaštitu reproduktivnog sustava i donjeg probavnog sustava. Zglob kuka je spoj bedrene kosti i zdjelice. Postoje dva kuka, svaki za jednu nogu. To je najveći zglob u tijelu, omogućuje kretanje tijela. Kuk se sastoji od koksofemoralnog zgloba, bedreno - pazušnog dijela, Skarpovog trokuta, sjedalnog dijela i ishiopubičnog i zapornog dijela. Iščašenje kuka može biti urođeno i traumatsko (prilikom ozljeda, npr. u prometnim nesrećama).